# Медовбрук (Каліфорнія)
Медовбрук (англ. Meadowbrook) — переписна місцевість (CDP) в США, в окрузі Ріверсайд штату Каліфорнія. Населення — 3142 особи (2020).

## Географія
Медовбрук розташований за координатами 33°43′33″ пн. ш. 117°17′6″ зх. д. / 33.72583° пн. ш. 117.28500° зх. д. (33.725782, -117.285086).  За даними Бюро перепису населення США в 2010 році переписна місцевість мала площу 17,82 км², з яких 17,76 км² — суходіл та 0,06 км² — водойми.

## Демографія
Згідно з переписом 2010 року, у переписній місцевості мешкало 3185 осіб у 982 домогосподарствах у складі 692 родин. Густота населення становила 179 осіб/км².  Було 1174 помешкання (66/км²).
Расовий склад населення:
| - 63,9 % — білих - 4,1 % — чорних або афроамериканців - 1,6 % — азіатів - 0,6 % — корінних американців - 0,1 % — вихідців з тихоокеанських островів - 25,1 % — осіб інших рас |

До двох чи більше рас належало 4,7 %. Частка іспаномовних становила 55,4 % від усіх жителів.
За віковим діапазоном населення розподілялося таким чином: 25,8 % — особи молодші 18 років, 60,5 % — особи у віці 18—64 років, 13,7 % — особи у віці 65 років та старші. Медіана віку мешканця становила 37,1 року. На 100 осіб жіночої статі у переписній місцевості припадало 105,2 чоловіків;  на 100 жінок у віці від 18 років та старших — 109,4 чоловіків також старших 18 років.
Середній дохід на одне домашнє господарство  становив 49 351 долар США (медіана — 39 567), а середній дохід на одну сім'ю — 54 155 доларів (медіана — 48 317). Медіана доходів становила 36 302 долари для чоловіків та 39 531 долар для жінок. За межею бідності перебувало 35,0 % осіб, у тому числі 57,6 % дітей у віці до 18 років та 13,2 % осіб у віці 65 років та старших.
Цивільне працевлаштоване населення становило 1085 осіб. Основні галузі зайнятості: роздрібна торгівля — 21,3 %, науковці, спеціалісти, менеджери — 15,5 %, освіта, охорона здоров'я та соціальна допомога — 13,8 %.